# Franc Rozman
Franc Rozman (pseudonym Stane; 27. března 1911 Spodnje Pirniče – 7. listopadu 1944 Črnomelj) byl účastník občanské války ve Španělsku a za druhé světové války slovinský partyzánský velitel.

## Životopis
Narodil se v osadě Spodnje Pirniče nedaleko od Lublaně. V roce 1914 zmizel na ruské frontě jeho otec, a rodina tak zůstala opuštěná. Po svatbě sestry se střídali různí opatrovníci. Jedním z nich byl i pozdější národní hrdina Jugoslávie Tine Rožanc. Právě on jako přesvědčený komunista přivedl k této ideologii malého Franceho i jeho bratra. Rozman se vyučil pekařem a rozhodl se odsloužit si službu v armádě. Jeho ambice však narazily na nedostatečné vzdělání, a tak skončil v pekařské četě v hodnosti desátníka.
Po vojenské službě si otevřel vlastní pekárnu, jež však nakonec zbankrotovala. Odešel do Itálie v době, kdy vypukla Habešská válka, v níž se rozhodl přidat na stranu Habešanů. Aby se k nim mohl dostat, chtěl vstoupit do italské armády jako dobrovolník a poté sběhnout. To se ovšem nepodařilo, a tak se vrátil do Jugoslávie. Jakmile vypukla občanská válka ve Španělsku, odebral se přes severní Itálii a Francii do Španělska. Zde se účastnil bojů, dosáhl hodnosti kapitána a obdržel medaili za chrabrost.
V únoru 1939 se jeho oddíl stáhl do Francie, kde byl Rozman v letech 1939 až 1941 vězněn v různých táborech. V roce 1941 byl odveden na nucené práce do Říše, odkud zanedlouho se skupinou bojovníků jugoslávského původu uprchli do vlasti, kde se připojili k Titovým národněosvobozeneckým oddílům. Při velení – od praporu po brigádu – využil zkušenosti z bojů ze Španělska. 14. července 1943 se stal velitelem hlavního štábu národněosvobozeneckých vojsk a partyzánských oddílů (NOV i PO) ve Slovinsku. Ve stejné době byl povýšen do hodnosti generálmajora, v září 1944 pak do hodnosti generálporučíka.
7. listopadu 1944 se Rozman zúčastnil spolu s dalšími veliteli NOV i PO testování nových zbraní. Anglický minomet při zkoušce vybuchl a ačkoliv byla Rozmanovi okamžitě poskytnuta nezbytná lékařská pomoc, téhož dne v partyzánské nemocnici Kanižarica v Črnomelji zraněním podlehl. 11. listopadu 1944 byl prohlášen národním hrdinou Jugoslávie.
V roce 2011 byla u příležitosti stého výročí jeho narození vydána poštovní známka a dvoueurová pamětní mince. Ke kritice mince, na níž se nachází i pěticípá hvězda, jež je nejen symbolem jugoslávských partyzánů, ale i komunismu, využil předseda opoziční pravicové Slovinské demokratické strany (SDS) Janez Janša rozhovor s německými médii. Janša a jeho SDS označili vydání mince za provokaci, neboť Rozman byl – podle nich – válečným zločincem; spornou je především jeho účast na likvidaci civilistů. Sdružení slovinských partyzánských veteránů slovy svého předsedy Janeze Stanovnika ocenilo vydání mince a vyjádřilo politování nad pomlouvačnou kampaní slovinské pravice, která podle nich chce především vymazat stopy národní zrady dřívějších přisluhovačů Hitlera. Slavnostního shromáždění u příležitosti Rozmanových stých narozenin se kromě Stanovnika a veteránů zúčastnil také bývalý slovinský prezident Milan Kučan, ministr školství a sportu Igor Lukšič a náčelník generálního štábu Slovinského vojska Alojz Šteiner.